# Rolstoeldans
Rolstoeldansen is een sport en een variant op dansen, waarbij de dansers gebruikmaken van een rolstoel.

## De ontwikkeling

### Het ontstaan
Rolstoeldansen is in 1968 ontstaan in Zweden waar een van de pioniers werkte voor de Zweedse Handicap Federatie waardoor de sport zich snel kon ontwikkelen door het land. In 1975 werd dan ook in Zweden de eerste danswedstrijd voor mensen met een rolstoel georganiseerd. Waarna het rolstoeldansen zich over Europa en daarna over Azië en Amerika verspreidde.

### In Nederland
In Nederland begon rolstoeldansen halverwege de jaren 70 van de 20ste eeuw met de oprichting van dansgroepen en verenigingen voor mensen met een rolstoel. Daaropvolgend werd in 1980 de Stichting Rolstoeldansen Nederland (SRN) opgericht voor de emancipatie van de gehandicapte danser, en structuur te geven aan het rolstoeldansen in Nederland.

### Internationaal
In dezelfde tijd kwam ook internationaal het rolstoeldansen tot ontwikkeling en is sinds 1998 als sport erkend en het Internationaal Paralympisch Comité heeft een internationale rolstoeldanscommissie.

## Categorieën en Dansvormen

### Categorieën
- Duodansen - twee dansers met een rolstoel dansen samen dit kunnen twee dansers met een  handbewogen rolstoelen zijn, twee elektrische rolstoelen maar ook een handbewogen en een elektrische rolstoel.
- Combidansen - een danser met een rolstoel en staande partner dansen samen, dit kan zowel een danser met een handbewogen als een elektriche rolstoel zijn,  waarbij de staande partner in geval van een handbewogen rolstoel de danser met een rolstoel met zich mee trekt.
- Formation - meerdere dansers met en zonder rolstoel dansen synchroon
- Solo-dansen  - een danser met een rolstoel doet een individuele dans.

### Dansstijlen
Op wedstrijdniveau worden beoefend: 
- ballroomdansen
  - Engelse wals
  - tango
  - slowfox
  - quickstep
  - Weense wals

- Latin
  - samba
  - chachacha
  - rumba
  - paso doble
  - jive

Op show- en recreatief niveau worden ook andere dansstijlen beoefend zoals:
- streetdance
- linedance
- breakdance
- volksdansen
- discofox
- freestyle
- rock-'n-roll

## Wedstrijden en kampioenschappen

### Wedstrijden
- Venlo Danst Grenzeloos

In oktober wordt elk jaar in Venlo een rolstoeldans wedstrijd georganiseerd door Stichting Venlo danst onder auspiciën van de SRN met deelnemers uit o.a. België, Nederland en Duitsland.
- Holland Dance Spektakel

Het Holland Dans Spektakel staat sinds 1989. Jaarlijks wordt tijdens het Holland Dans Spektakel onder de vlag van het Internationaal Paralympisch Comité en ook van het NOC/NSF.georganiseerd. 
- Freestyle Cup

| 2009 | Woerden | Nederland |
| 2010 | Meerlo  | Nederland |
| 2011 | Mortsel | België    |

### Benelux kampioenschappen
| 2009 | ?     |           |
| 2010 | ?     |           |
| 2011 | Venlo | Nederland |

### Europees kampioenschappen
| 1991 | München         | Duitsland   |
| 1993 | Oslo            | Noorwegen   |
| 1995 | Duisburg        | Duitsland   |
| 1997 | Härnösand       | Zweden      |
| 1999 | Athene          | Griekenland |
| 2001 | Papendal Arnhem | Nederland   |
| 2003 | Minsk           | Wit-Rusland |
| 2005 | ...             | ?           |
| 2007 | Warschau        | Polen       |
| 2009 | Tel Aviv        | Israël      |

### Wereldkampioenschappen
| 1998 | Tokio           | Japan       |
| 2000 | Oslo            | Noorwegen   |
| 2002 | Warschau        | Polen       |
| 2004 | Tokio           | Japan       |
| 2006 | Papendal Arnhem | Nederland   |
| 2008 | Minsk           | Wit-Rusland |
| 2010 | Hannover        | Duitsland   |
| 2013 | Tokio           | Japan       |

## De rolstoel
Er kan zowel met een handbewogen als met een elektrische rolstoel gedanst worden. Dansers met een handbewogen rolstoel hebben hiervoor speciaal gebouwde dansrolstoelen welke wendbaarder zijn dan rolstoelen voor dagelijks gebruik. Ook zijn deze rolstoelen vaak gespoten in kleuren passend bij de dansstijl. Dansers met een elektrische rolstoel gebruiken meestal rolstoelen die makkelijk wenden zoals een voorwiel- of middenwielaangedreven rolstoel.